# Fernando de Noronha
Fernando de Noronha je otočje u Atlantskom oceanu, 360 km sjeveroistočno od Natala i 545 km od Recifea na sjeveroistoku Brazila i 145 km istočno od atola Atol das Rocas. Sastoji se od 21 otoka i otočića, ukupne površine 26 km², od čega glavni otok Dois Irmãos čini 18,4 km² i na kojemu je 2010. živilo svih 3.012 stanovnika otočja. Upravno uživa poseban status u brazilskoj saveznoj državi Pernambuco, iako je bliže državi Rio Grande do Norte. Sjedište mu je u jedinom gradu koji se nalazi na glavnom otoku, Vila dos Remédios.
Rezervat prirode otočja Fernando de Noronha (koji pokriva većinu otočja), zajedno s rezervatom Rocasovog atola, ukupne površine 422,7 m², čini više od 50% južnoatlantskih otočnih površina (koje čini sveukupno tek 10 otoka), te je presudan za održavanje bioraznolikosti cijelog južnog Atlantika. Zbog toga su zajedno upisani na UNESCO-ov popis mjesta svjetske baštine u Amerikama 2001. godine.

## Povijest
Otočje je prozvano po najvećem otoku, koji čini 90% njegove površine, a koje je dobilo ime po uspješnom portugalskom trgovcu i pokrovitelju mnogih pomorskih otkrića u 16. st., Fernãou de Loronhi. Otok je prvi opisao Amerigo Vespucci tijekom ekspedicije koju je vodio Gonçalo Coelho od 1501. – 02. god. Nekoliko puta su ga okupirali, najprije Britanci (1534. i 1556.), potom Francuzi (1628. i 1736.) i naposljetku Nizozemci (1635.), da bi ga Portugalci povratili 1700. i 1737. god.
Od tada su na otoku izgrađene portugalske utvrde i zatvor koji je djelovao sve do 1942. godine, dok je od 1938. god. bio rezerviran za brazilske političke zatvorenike.
Od 1926. do 1937. god. pripadao je distriktu Recife, a od 1942. do 1988. bio je samostalna savezna država, ali je naposljetku pripojen državi Pernambuco kao njezin distrikt, iako je bliži državi Rio Grande do Norte. Političar Ismael Wanderley (PMDB-RN), koji je stvarao ustav Pernambuca, je to opravdao nemogućnošću Rio Grande do Nortea da na otočju osposobi turizam, što je Pernambuco tada mogao.

## Prirodne odlike
Otočje je vulkanskog podrijetla, nastalo uzdizanjem morskog dna skoro 4.000 m u visinu, prije oko 12,3-1,8 milijuna godina. Obala im je razvedena s visokim liticama i pješčanim plažama i dok im je sjeverna strana uglavnom mirna, južne strane otoka obilaze snažne struje i vjetrovi koji stijene zapljuskuju visokim valovima. Na ovim otocima raste jedina otočna atlantska šuma, podvrsta atlantske tropske kišne šume, s preko 400 vrsta cjevastih biljaka, uključujući endeme kao što su: filao (Casuarina equisetifolia) i bijela mangrova (Laguncularia racemosa).
Fernando de Noronha je dom najvećoj koncentraciji tropskih morskih ptica zapadnog Atlantika, među kojima su kritično ugrožene vrste kao što su: endemska Noronhska muholovka (Noronha Elaenia), smeđa čigra (Anous minutus) i smeđa sula (Sula leucogaster). Također, u njihovim vodama živi veliki broj tuna, igluna, morskih pasa, morskih kornjača i drugih morskih životinja koje je koriste kao mrijestilište i sklonište mlađi, a u njegovom zaljevu Baia de Golfinhos trajno obitava najveća kolonija dupina na svijetu. U plićinama živi i veliki broj bentonskih organizama (koralji, spužve i alge).
- Plaža Conceição
- Bijela šuma mangrova na otoku
- Zaljev Sancho u kojemu živi oko 600 dupina
- Grebenje "Dva brata" u zaljevu Sancho
- Divovsko stablo filaoa
- satelitska snimka

## Vajske poveznice
- Službena stranica (port.)
- Kišne šume otočja Fernando de Noronha (WWF) (engl.)
- Turističke informacije  Arhivirana inačica izvorne stranice od 10. ožujka 2012. (Wayback Machine) (engl.)/(njem.)
- Podvodni život - video na youtube (engl.)